# Лоренцо Майтані

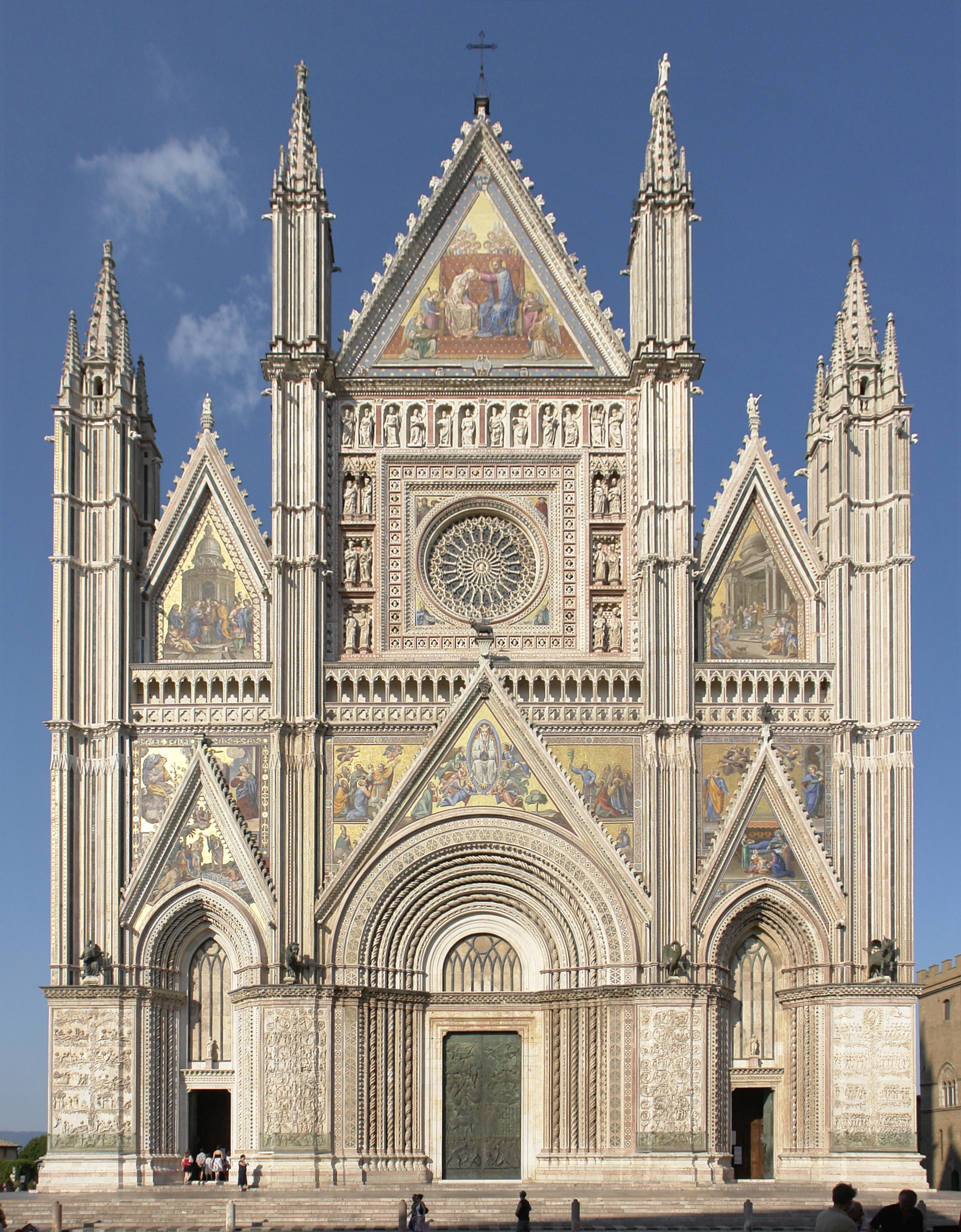
Фасад собору Орв'єто

Лоренцо Майтані (італ. Lorenzo Maitani; нар. до 1275 року, Сієна — червень 1330, Орв'єто) — італійський скульптор та архітектор.

## Біографічні відомості
Лоренцо Майтані народився до 1275 року, у Сієні, у сім'ї скульптора Вітале ді Лоренцо (італ. Vitale di Lorenzo), прозваного «Матано» (італ. Matano). В основному Лоренцо Майтані працював в Умбрії.
З 16 вересня 1310 до смерті у 1330 році працював головним будівничим (італ. universalis caput magister) собору Орв'єто. Протягом цього періоду він також був залучений до архітектурних консультацій. Наприклад, 1317 року та в 1319—1321 роках — щодо ремонту акведуків у Перуджі, 1322 року — щодо Сієнського собору, а у 1323 році був залучений у відновленні замку Монтефалько, а 1325 року — замку у Кастільйоне-дель-Лаго. Відомо, що 1326 року Майтані брав участь у відновленні міських стін, ворті, міської ратуші (італ. Palazzo del Comune) самого Орв'єто.
Помер 1330 року в Орв'єто.

## Творчість
Виглядає, що на його стиль вплинули французьке та сієнське готичне мистецтво (Сімоне Мартіні, Ліппо Меммі тощо). Найвідомішою роботою Лоренцо Майтані є західний фасад собору Орв'єто, за будівництвом якого він наглядав до галерей під вікна-троянди.

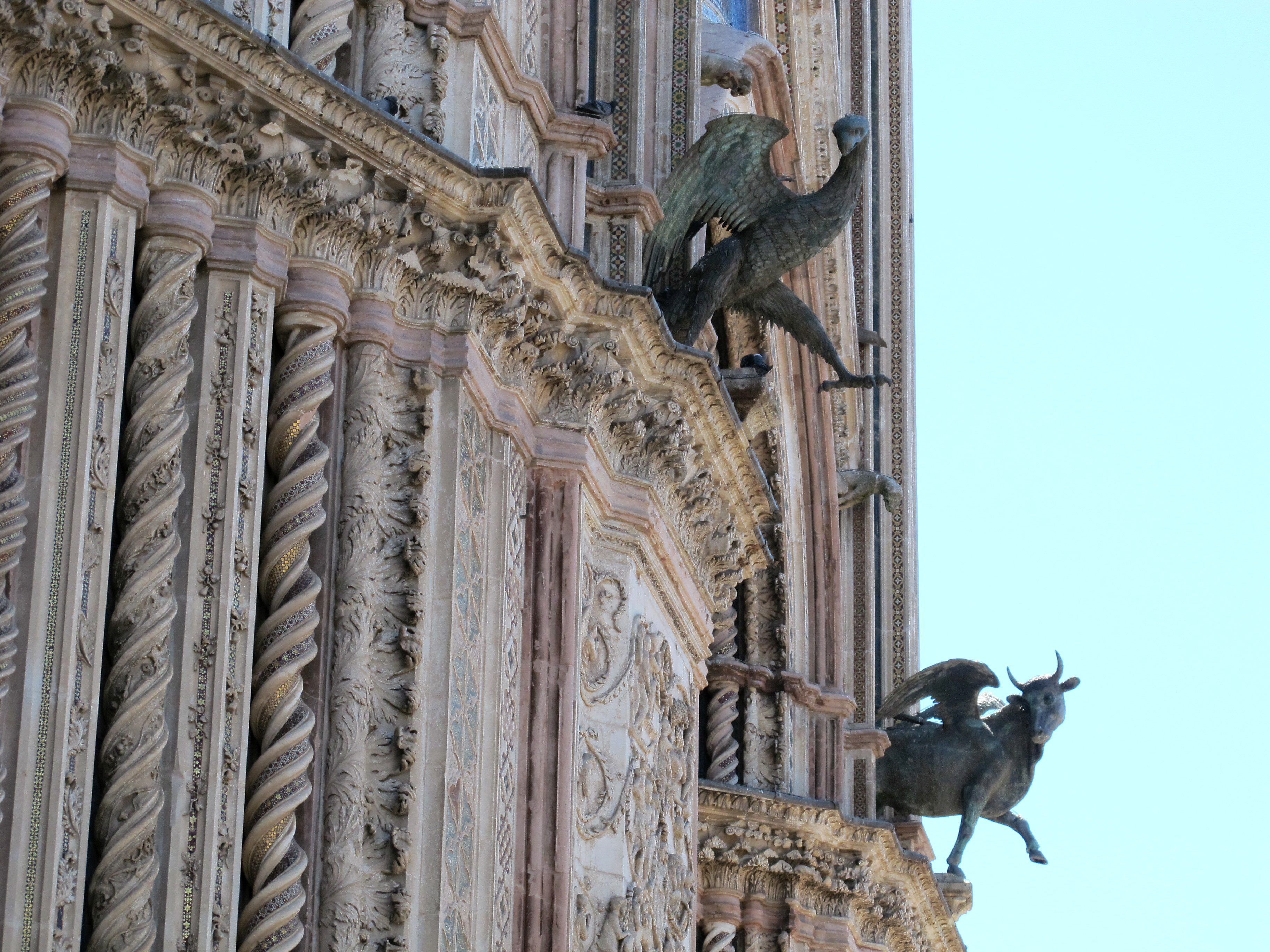
«Орел» — символ Івана Богослова, «віл» — Луки
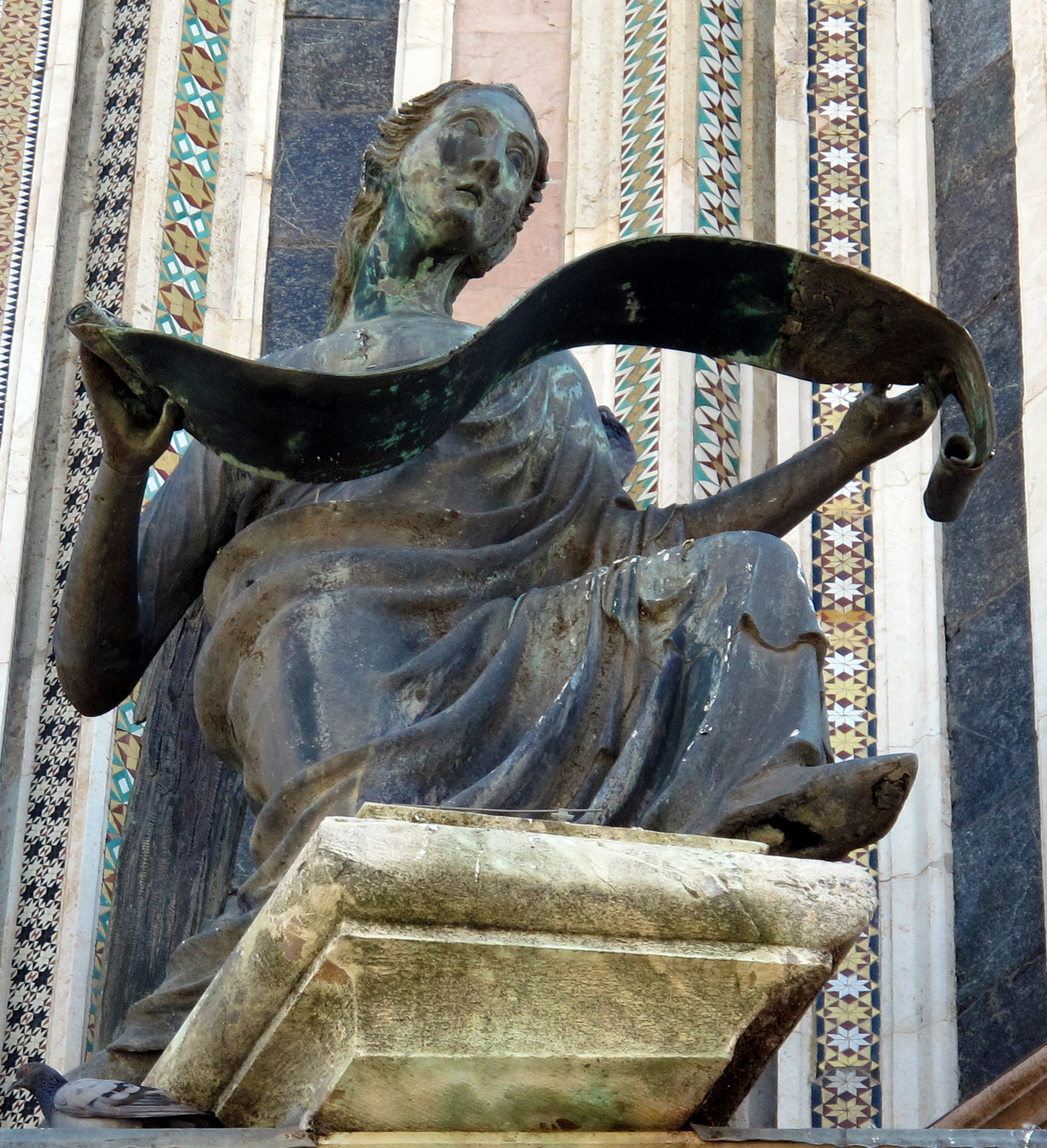
«Ангел» — символ євангеліста Матвія
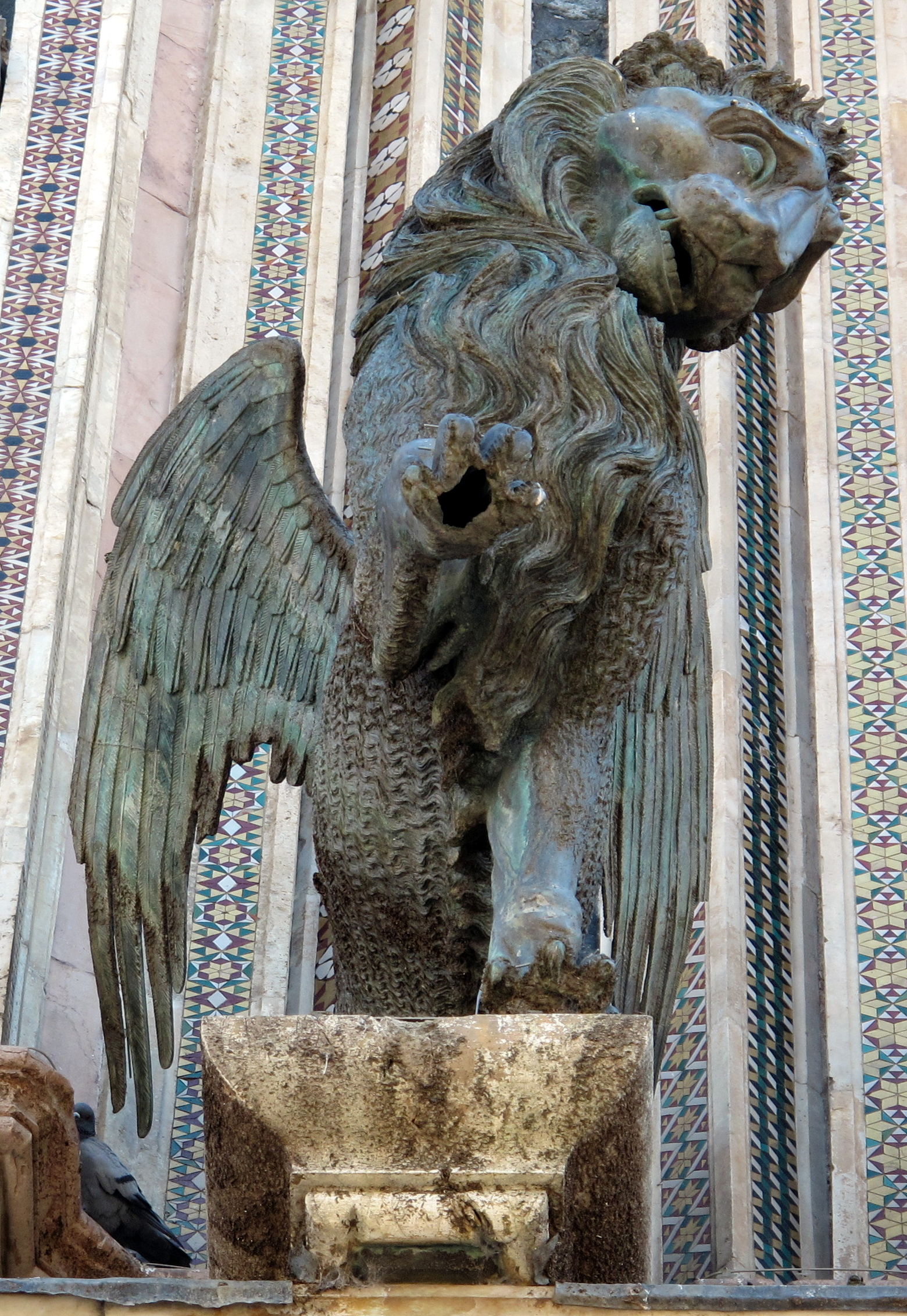
«Лев» — символ євангеліста Марка

У контракті на собор згадується, що Майтані також займався оздобленням стін, але ніде нема чіткої вказівки, що саме він є автором скульптур символів євангелістів («Ангел», «Віл», «Лев» та «Орел») чи самих рельєфів «Історії з книги Буття» (італ. Storie della Genesi) та «Страшний суд» (італ. Giudizio finale), які йому приписуються. 1330 року є згадка про те, що Майтані відповідав за придбання бронзи для «Орла», але це не може вважатися прямим доказом авторства, адже він відповідав за закупівлю матеріалів для собору загалом.

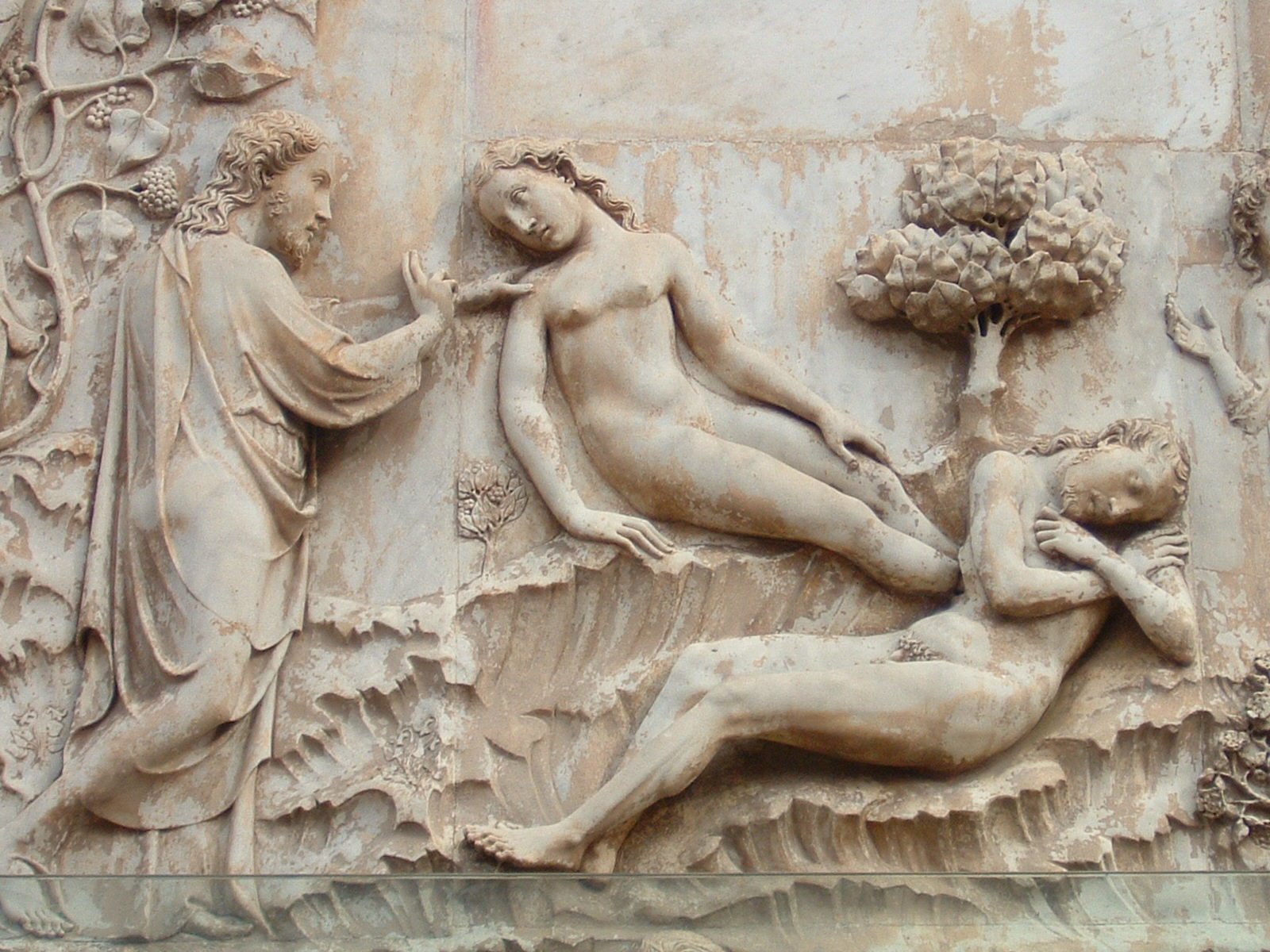
«Створення Єви», перший пілон, фасад собору Орв'єто
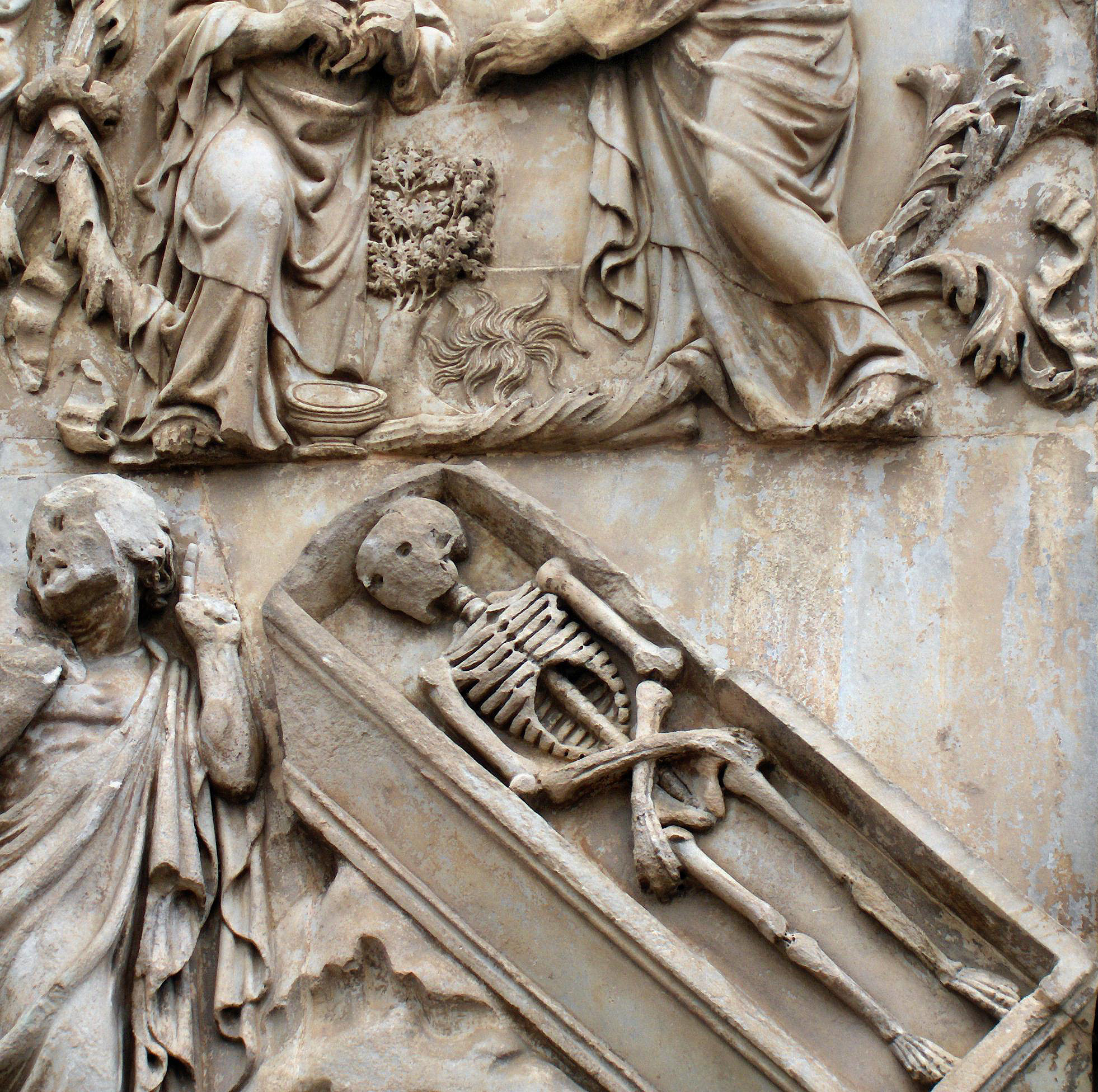
«Похоронна урна Адама», другий пілон, фасад собору Орв'єто
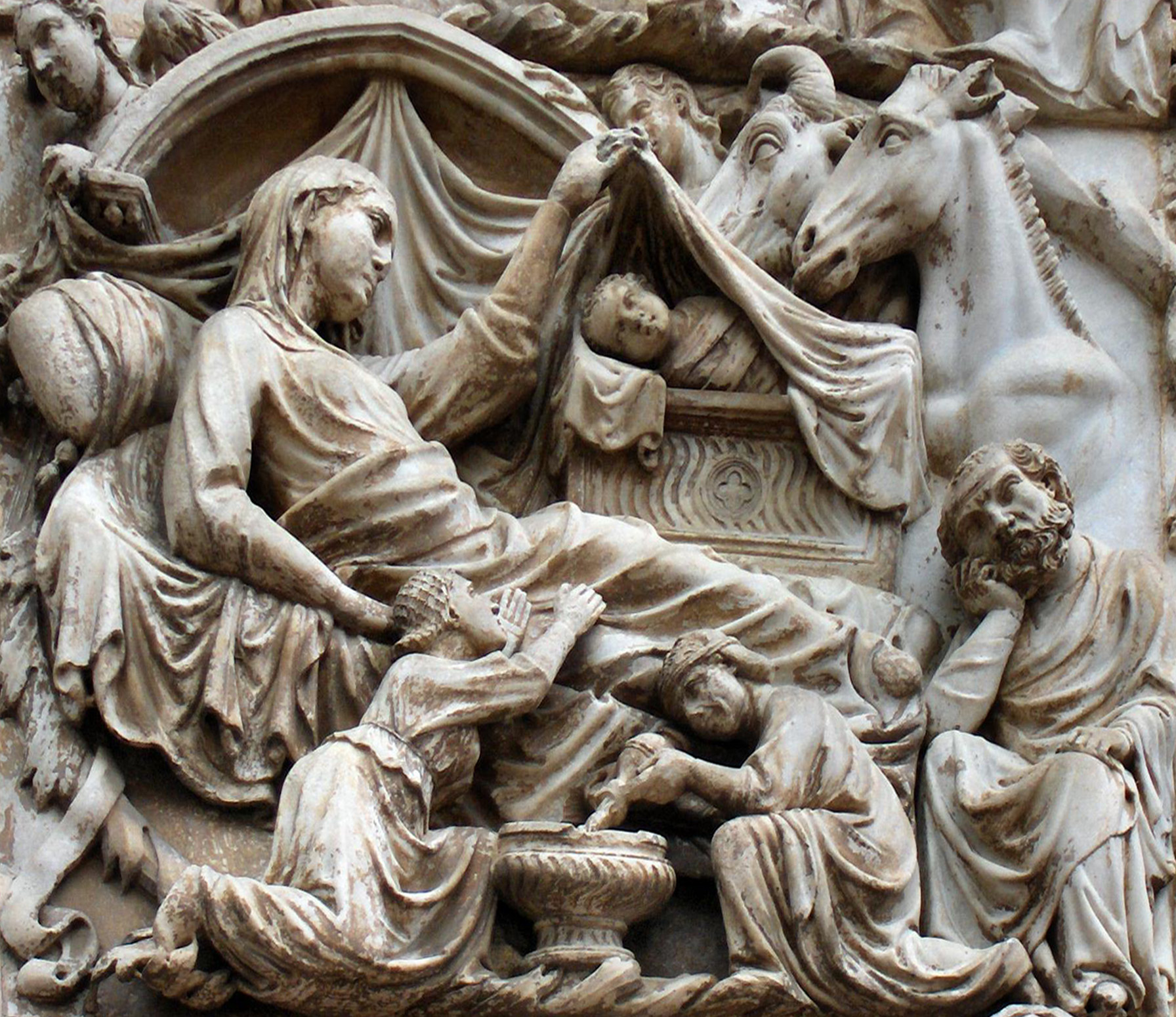
«Народження Ісуса», третій пілон, фасад собору Орв'єто
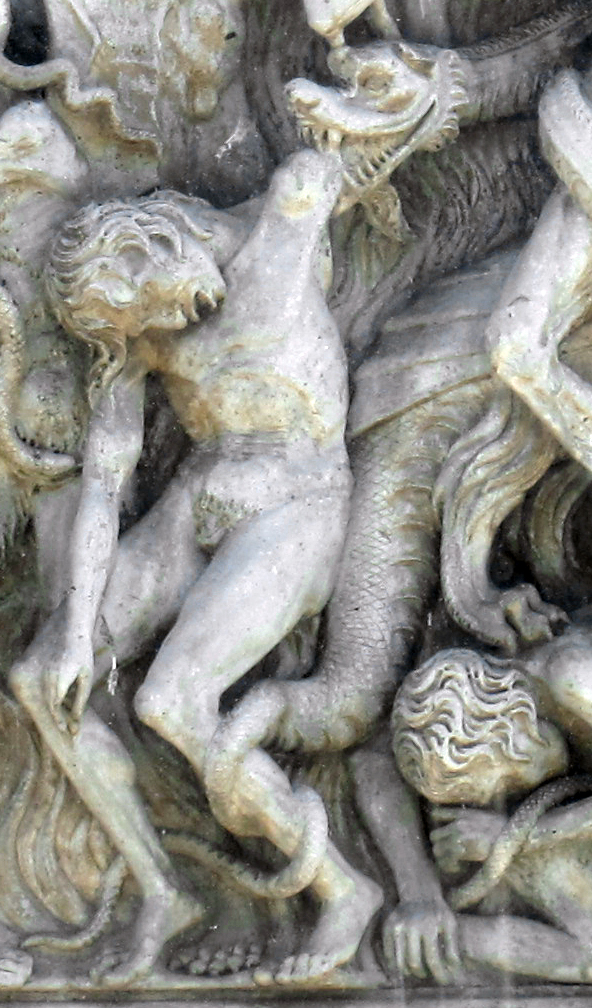
«Проклята душа», четвертий пілон, фасад собору Орв'єто

На думку Фредеріка Гартта, американського дослідника епохи Відродження, італійський скульптор Мікеланджело Буонарроті мав багато можливостей вивчати рельєфи Майтані на фасаді собору Орв'єто, які розміщені на рівні очей, і поза його Христа у «Флорентійській П'єті» могла бути створена під впливом «Проклятої душі» — «однієї з найбільш сильних фігур у рельєфі „Страшний суд“ Лоренцо Маітані».
Серед інших можливих творів Майтані є два дерев'яних «Розп'яття» для собору Орв'єто, «Розп'яття» для церкви Сан-Франческо ді Орв'єто, «Христос, що сидить» для музею Орв'єтського собору. Ще однією роботою, яку приписують Майтані є гробниця папи Бенедикта XI у Перуджі.

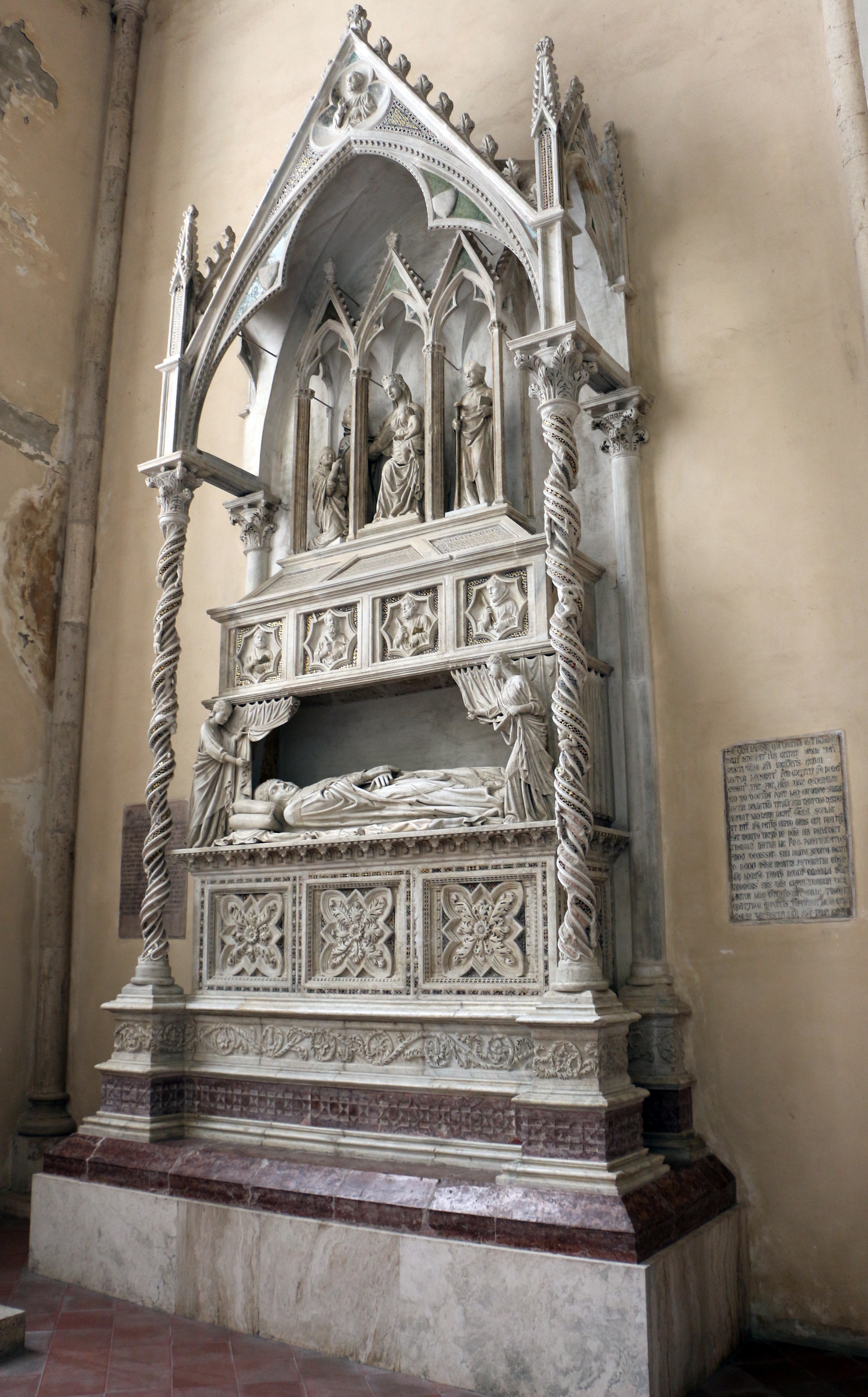
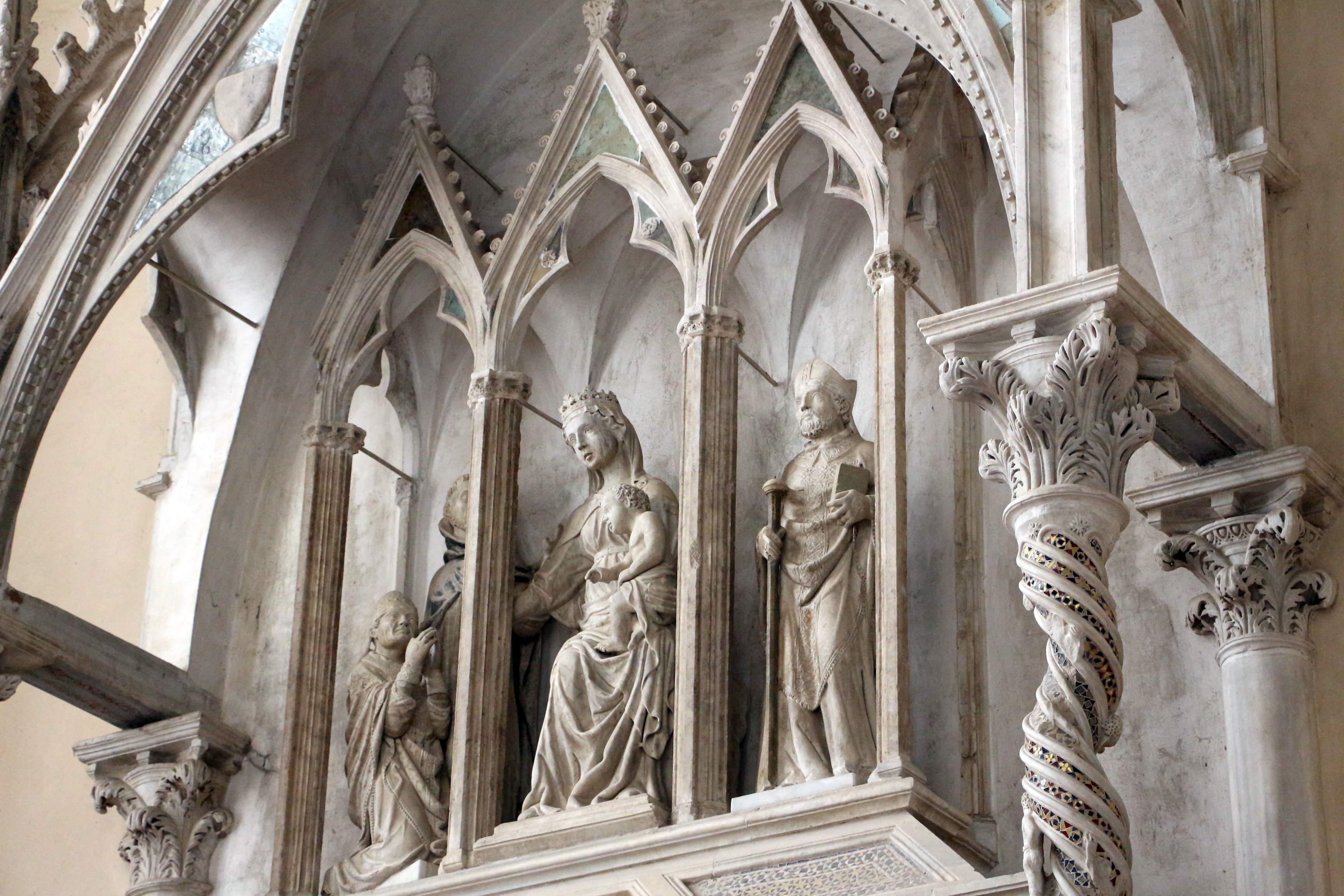
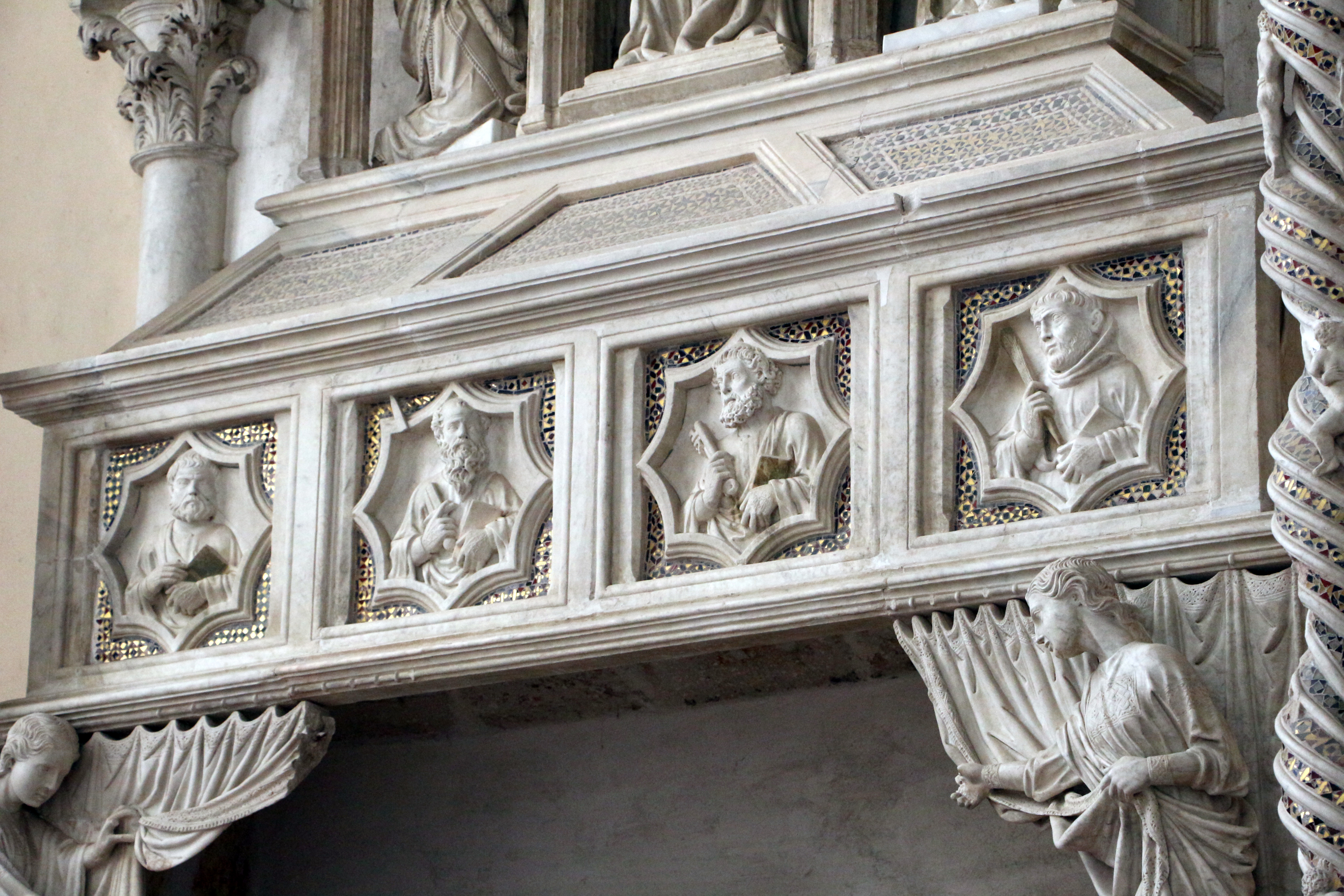
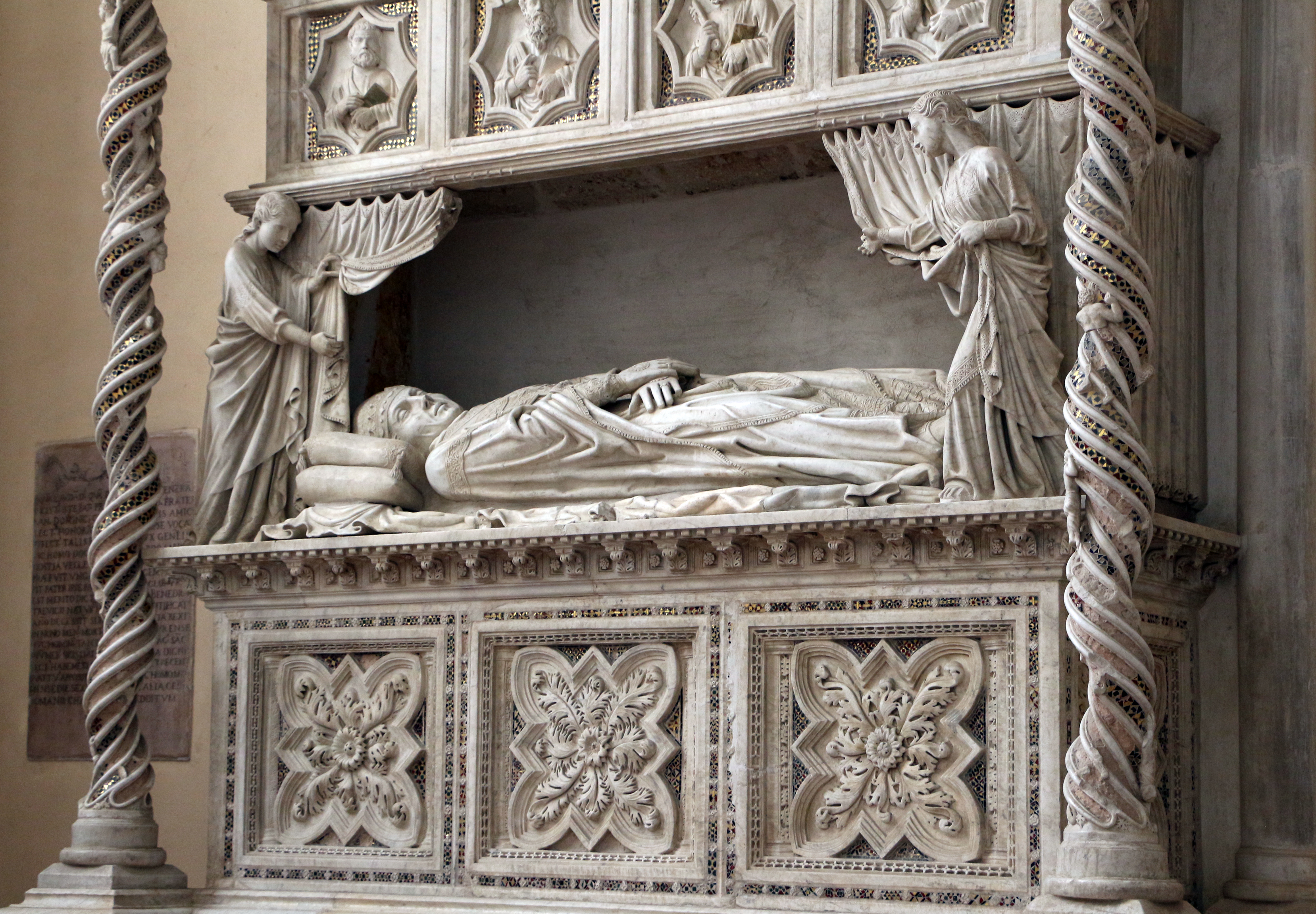

## Виноски
1. ↑  https://www.britannica.com/biography/Lorenzo-Maitani
2. ↑  Зведений список імен діячів мистецтва
3. ↑  Frick Art Research Library Photoarchive — 1920.
4. ↑  Gran Enciclopèdia Catalana — Grup Enciclopèdia, 1968.
5. 1 2 3 4 5 6 7 8 9 10 11  Dictionary, 1996, с. 140.
6. 1 2 3 4  Maitani, Lorenzo (іт.) . Treccani.it — Enciclopedie on line, Istituto dell'Enciclopedia Italiana. Процитовано 06.08.2022.
7. ↑  Hartt, 1969, с. 285—286.